# 森田遊
森田 遊（もりた ゆう、1964年2月2日- ）は、日本の作曲家、編曲家、ピアニスト。

## 経歴
神奈川県平塚市出身。洗足学園大学音楽学部声楽科卒業。ミュージックカレッジ メーザーハウス ジャズピアノ科 卒業。CM楽曲制作など多くの作品を量産し、森田ミュージックスクールユーを主宰している。1996年、作曲を手掛けた「あなたに」（作詩：さくまのりよし、歌唱：染谷まさ美）が日本作詩大賞最優秀新人賞を受賞。2008年、徳間ジャパンコミュニケーションズから中村篤弘とのユニット『マイソウルメイト』としてメジャー・デビューしている。近年は、作詞に作家の藤尾潔を起用し、コラボレート作品制作に注力している。

## 著書
- 代表曲『天国へのメッセージ』